# Fahri Korutürk
Fahri Sabit Korutürk, né le 13 août 1903 à Constantinople (aujourd'hui Istanbul), mort le 12 octobre 1987 dans cette même ville, est un militaire et homme d'État turc, président de Turquie de 1973 à 1980.

## Biographie
Il fait ses études dans l'école de la Marine et devient officier en 1923. Il occupe différents postes au sein de la marine turque et devient attaché naval à Rome, Berlin et Stockholm.
Il devient commandant suprême de la marine et prend sa retraite en 1960. Il est nommé ambassadeur à Moscou. Il devient sénateur en 1968. Il est élu par le Parlement président de la République en 1973. Il quitte ce poste en 1980, à la fin de son mandat et se retire de la vie politique.
Le couple Fahri-Emel Korutürk (1915-2013) a trois enfants, dont Osman Korutürk, ancien ambassadeur de Turquie en Iran, Norvège, Allemagne et France et ancien député d'Istanbul à la Grande Assemblée nationale de Turquie.